# نظرکهریزی
نظر کهریزی از شهرهای تابعه شهرستان هشترود در استان آذربایجان شرقی ایران است. این شهر در بخش نظرکهریزی ما بین شهرستان مراغه و شهرستان هشترود قرار دارد دو سد در اطراف این شهر قرار دارد در قسمت شمال غرب این شهر سد سهند که یکی از جاذبه‌های گردشگری این شهر محسوب می‌شود و در جنوب غرب ان سد ملاجیق قرار دارد داری ۱۰۳ روستا می‌باشد و زیر مجموعه شهرستان هشترود می‌باشد.بخش نظرکهریزی شمال دو دهستان میباشد دهستان قرانقو(سهندآباد با ۴۷ روستا)به مرکزیت آتش‌بیگ ودهستان نظرکهریز به مرکزیت نظرکهریزی. 
این شهر بنا بر سر شماری نفوس و مسکن سال ۱۳۹۵ تعداد ۱۷۵۰۰ نفر جمعیت دارد ، که۴۷۸۰ خانوار در این شهر ساکن هستند.

.
این شهر در سال ۱۳۸۳ با ارتقاء روستای نظر کهریزی به شهر، تأسیس شده‌است.